# تلتيتة
تلتيتة هي قرية لبنانية من قرى قضاء عاليه في محافظة جبل لبنان.

## معنى الاسم
قد تعني (تل التينة) أو (تل التوت)